# Jenő Ébert
Pour les articles homonymes, voir Ebert.
Jenő Ébert, né le 16 juillet 1946 à Dunakeszi en Hongrie, est un patineur artistique hongrois, septuple champion de Hongrie dans les années 1960.

## Biographie

### Carrière sportive
Jenő Ébert est septuple champion de Hongrie (1961, 1963, 1964, 1965, 1966, 1967 et 1968).
Il représente son pays à cinq championnats européens (1963 à Budapest, 1964 à Grenoble, 1965 à Moscou, 1966 à Bratislava et 1967 à Ljubljana), quatre mondiaux (1963 à Cortina d'Ampezzo, 1965 à Colorado Springs, 1966 à Davos et 1968 à Genève) et deux Jeux olympiques d'hiver (1964 à Innsbruck et 1968 à Grenoble).
Il arrête les compétitions sportives après les mondiaux de 1968.

## Palmarès
| Compétitions            | 1961    | 1962    | 1963    | 1964    | 1965    | 1966    | 1967    | 1968    |
| Jeux olympiques         |         |         |         | 21e     |         |         |         | 19e     |
| Championnats du monde   |         |         | 14e     |         | 19e     | 15e     |         | 19e     |
| Championnats d'Europe   |         |         | 8e      | 12e     | 14e     | 13e     | 12e     |         |
| Championnats de Hongrie | 1er     |         | 1er     | 1er     | 1er     | 1er     | 1er     | 1er     |
| Autre compétition       | 1960/61 | 1961/62 | 1962/63 | 1963/64 | 1964/65 | 1965/66 | 1966/67 | 1967/68 |
| Moscou Skate            |         |         |         |         |         |         |         | 6e      |